# Binnenveld

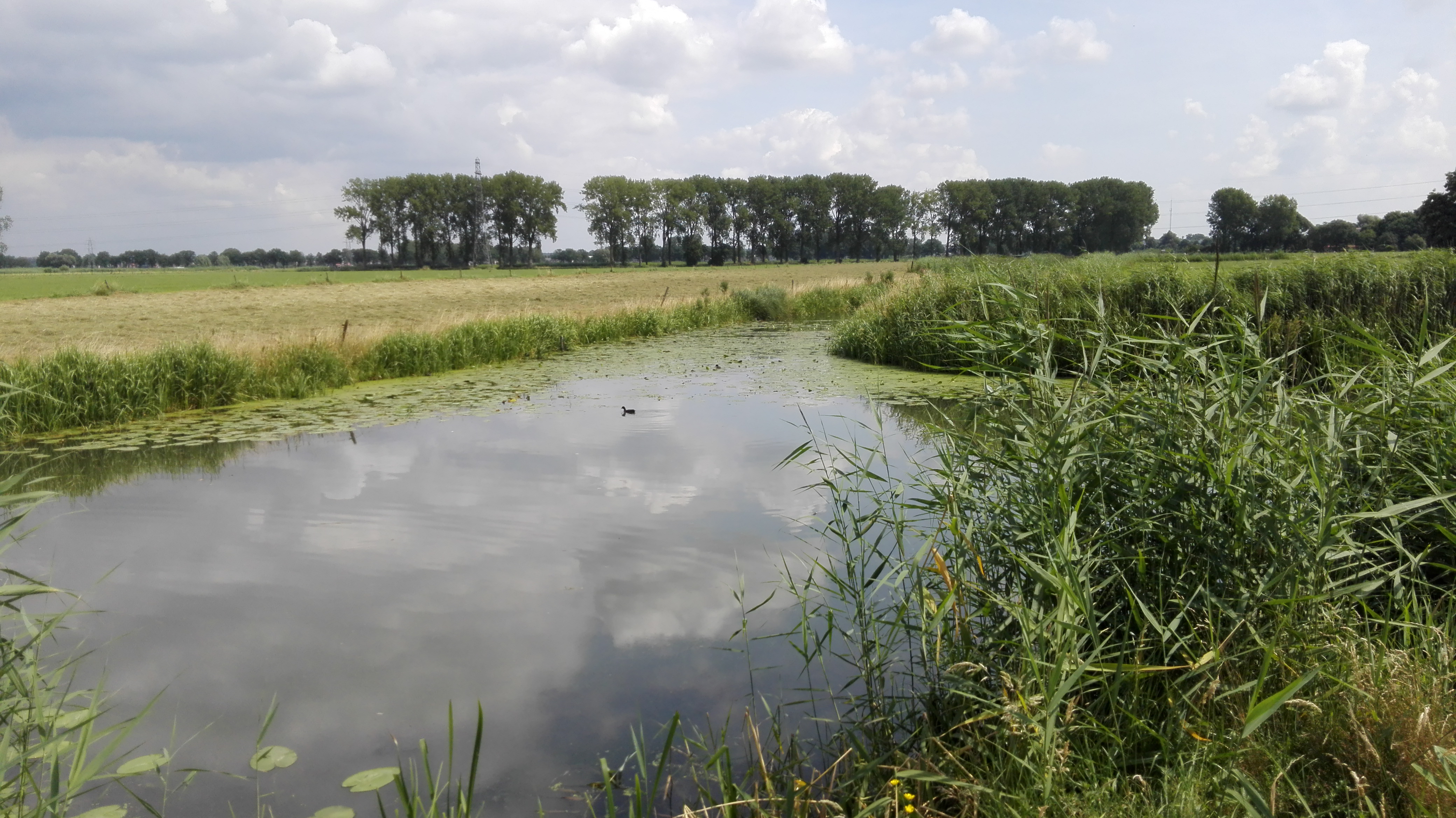
Valleikanaal ten westen van Wageningen; bij de aansluiting van het Nieuwe Kanaal

Het Binnenveld is het zuidelijke deel van de Gelderse Vallei, tussen de plaatsen Wageningen, Bennekom, Ede, Veenendaal en Rhenen. In het zuidwesten wordt het Binnenveld begrensd door de Utrechtse Heuvelrug, het gedeelte dat in de gemeente Rhenen ligt, de Grebbeberg. Het gebied, dat deels in de provincie Utrecht ligt en deels in Gelderland, bevat een Natura2000-gebied met dezelfde naam.

## Geschiedenis
Het Binnenveld is in de late middeleeuwen ontgonnen en ingericht, en wordt gekenmerkt door lange rechte wegen en gebruik als weidegrond. Het zuidelijk gedeelte bevat klei-op-veen in de bodem en het westelijk gedeelte was ooit een hoogveen, dat na de middeleeuwen is ontgonnen. Hier ontstond Veenendaal.

## Beleid

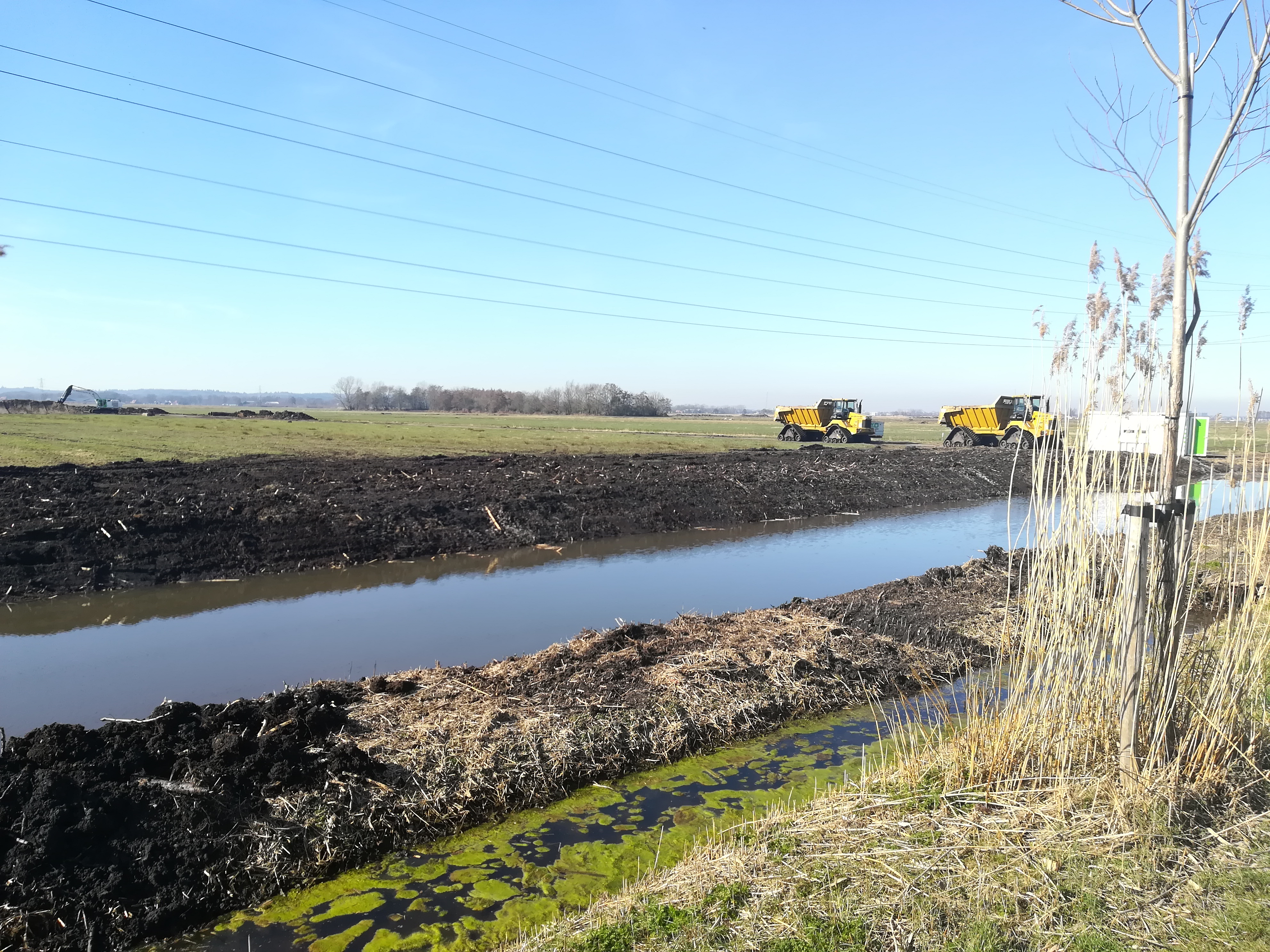
Aanleg Binnenveldse Hooilanden

De provincie Gelderland heeft het Binnenveld aangewezen als weidevogelgebied en stiltegebied, en daarmee geniet het Binnenveld enige planologische bescherming. Dat wil zeggen dat woningbouw, wegenbouw en de aanleg van bedrijventerreinen hier binnen het huidige beleid aan voorwaarden moeten voldoen.
Woningbouw en de aanleg van wegen heeft voornamelijk plaats langs de A12, de wijk Veenendaal-Oost in Veenendaal en de wijk Noordwest in Wageningen. In de wijk Kortenoord wil de gemeente Wageningen voor 2017 tussen de 950 en 1150 woningen bouwen.
Er bestaan plannen om de A30 door te trekken naar de A15, dwars door het Binnenveld, met een nieuw te bouwen brug over de Rijn. Hoofdargument is de ontlasting van de Rijnbrug bij Rhenen. Dit plan ligt gevoelig bij de bevolking van Wageningen en is nog niet formeel uitgewerkt.

## Natuur en recreatie

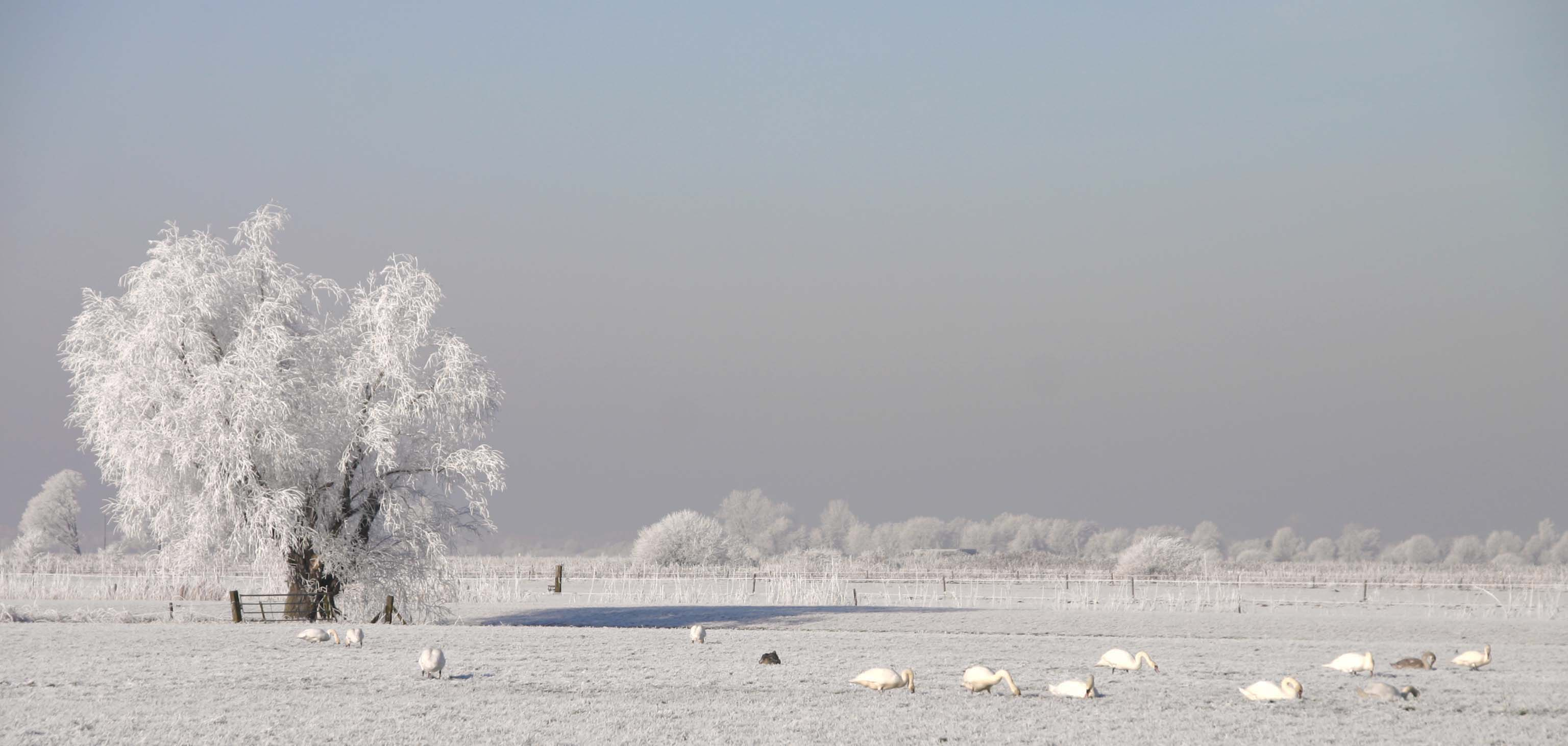
Winters landschap in het zuidwestelijk Binnenveld

In april 2010 is een plan gepresenteerd om binnen dertig jaar het gebied beter te ontsluiten voor recreatie en karakteristieke aspecten te conserveren en waar mogelijk verdwenen aspecten weer te reconstrueren. In 2019 werd begonnen met de reconstructie van het gebied tussen de Veensteeg en de Grift. De provincie Utrecht saneerde er twee vuilstortplaatsen. Een oppervlakte van 70 hectare voormalige landbouwgrond werd in 2022 in opdracht van Staatsbosbeheer afgegraven om het, als onderdeel van Natuurnetwerk Nederland, te veranderen in natuurgebied. Deze nieuwe natuur wordt 'Achterbergse Hooilanden' genoemd en sluit aan bij het gebied 'Binnenveldse Hooilanden' in Gelderland waar gelijkaardige werkzaamheden al eerder plaatsvonden.
Een gebied van ca. 111 ha ten oosten van Veenendaal in het Binnenveld is in 2014 aangewezen als Natura 2000-gebied onder de naam 'Binnenveld', het wordt getypeerd als een blauwgraslandreservaat gevoed wordt door basenrijk kwelwater. Het bestaat uit twee delen:
- De Bennekomse Meent - natuurreservaat met een van de grootste aaneengesloten oppervlaktes blauwgrasland van Nederland
- De Hel / Blauwe Hel, ook de Hellen genoemd, - natuurreservaat met het voor Nederland zeldzame beekdaltrilveen